# Baunehøj (Egedal Kommune)
Der Baunehøj (auch Etatsraadshøjen) ist eine megalithische Grabanlage der jungsteinzeitlichen Nordgruppe der Trichterbecherkultur im Kirchspiel Smørum in der dänischen Kommune Egedal.

## Lage
Das Grab liegt nordnordöstlich von Smørumovre auf einem Feld. Es wurde auf einem natürlichen Hügel errichtet.

## Forschungsgeschichte
Im Jahr 1889 führten Mitarbeiter des Dänischen Nationalmuseums eine Dokumentation der Fundstelle durch. 1936 wurde das Grab restauriert. Weitere Dokumentationen erfolgten 1938 durch Mitarbeiter des Nationalmuseums und 1988 durch Mitarbeiter der Forst- und Naturbehörde.

## Beschreibung

### Architektur
Die Anlage besitzt eine runde Hügelschüttung, über deren Maße unterschiedliche Angaben vorliegen. Der Bericht von 1889 nennt einen Durchmesser von 28 m und eine Höhe von 6 m. Der Bericht von 1938 nennt einen Durchmesser von 20 m und eine Höhe von 4 m. Der Bericht von 1988 nennt einen Durchmesser von 20 m und eine Höhe von 1,5 m. Der Hügel ist stark angegraben, vor allem an der Westseite. Eine steinerne Umfassung ist nicht erkennbar.
Der Hügel enthält eine Grabkammer, die als Ganggrab anzusprechen ist. Sie ist nord-südlich orientiert und hat einen ovalen Grundriss. Sie hat eine Länge von 6,5 m und eine Breite von 2,5 m. Die Kammer bestand ursprünglich aus 14 Wandsteinen. Heute ist nur noch Südteil der Kammer mit neun Wandsteinen erhalten. Sie stehen alle noch aufrecht. Die Steine an der Westseite sind etwas höher als die an der Ostseite. In den Lücken zwischen den Wandsteinen wurden Reste von Trockenmauerwerk festgestellt. Sämtliche Decksteine fehlen. Der Kammer war ein heute vollständig abgetragener Gang vorgelagert, der nach Klaus Ebbesen wohl ost-westlich ausgerichtet war (die Vermutung eines nach Süden weisenden Gangs im Bericht von 1889 dürfte fehlerhaft sein).

### Funde
In dem Grab wurden einige Feuerstein-Dolche und Keramikgefäße gefunden. Ihr Verbleib ist unklar.